# Krasnokamensk
Krasnokamensk (russisch Краснокаменск) ist eine Stadt in der Region Transbaikalien (Russland) mit 55.666 Einwohnern (Stand 14. Oktober 2010).

## Geographie
Die Stadt liegt in den trockenen Steppen des südöstlichen Transbaikaliens am Nordwestrand des Argungebirges, gut 500 Kilometer südöstlich der Regionshauptstadt Tschita und gut 40 Kilometer von der hier vom Amur-Quellfluss Argun gebildeten Grenze zur Volksrepublik China.
Krasnokamensk, zweitgrößte Stadt der Region, ist seit 1977 Verwaltungszentrum des gleichnamigen Rajons Krasnokamensk.

## Geschichte
Der Ort wurde 1968 im Zusammenhang mit der beginnenden Erschließung einer 1963 entdeckten Uranlagerstätte Strelzowskoje gegründet und erhielt bereits am 16. Juli 1969 das Stadtrecht. Der Namen ist abgeleitet vom russischen krasny kamen für roter Stein, Felsen, wobei man rot neben der realen rötlichen Färbung der Felsen in der Gegend auch auf die politische Bedeutung der Farbe beziehen konnte.
Im Ausland bekannt wurde die Stadt durch das dort existierende Straflager, in welchem Michail Chodorkowski von Oktober 2005 bis Dezember 2006 inhaftiert war.

### Bevölkerungsentwicklung
| Jahr | Einwohner |
| ---- | --------- |
| 1970 | 13.830    |
| 1979 | 50.970    |
| 1989 | 66.872    |
| 2002 | 55.920    |
| 2010 | 55.666    |

Anmerkung: Volkszählungsdaten

## Kultur und Sehenswürdigkeiten
In der Stadt gibt es seit 2003 ein Mineralogisches Museum.

## Wirtschaft und Infrastruktur
Bei Krasnokamensk befindet sich die größte Uranmine Russlands, die von der Priargunsker Bergbau- und chemischen Produktionsvereinigung betrieben wird. Die hier jährlich geförderten 3000 Tonnen Uran stellen über 90 % der gesamten Produktion Russlands und fast 10 % der Weltproduktion dar. Neben Uran werden in der Umgebung im Tagebau und Untertagebau Molybdän und Mangan gefördert, außerdem Braunkohle für die lokale Energieerzeugung in einem hier befindlichen Wärmekraftwerk. Auf Basis der hier geförderten Erze produziert eine chemische Fabrik Schwefelsäure und Schmierstoffe; daneben gibt es Betriebe der Bauwirtschaft und der Lebensmittelindustrie.
Auf Grund der hohen Umweltbelastung, unter anderem durch Radioaktivität, werden die Bewohner der näher an den Förder- und Abraumhaldengebieten liegenden Ortsteile, wie der Siedlung Oktjabrski, in den letzten Jahren in das Gebiet des gut zehn Kilometer westlich gelegenen Stadtkerns umgesiedelt.
Seit 1972 führt eine 15 Kilometer lange Zweigstrecke von der Station Uruljungui der Eisenbahnstrecke Charanor–Priargunsk nach Krasnokamensk. Die bereits zwischen 1939 und 1955 als Schmalspurbahn mit einer Spurweite von 750 mm errichtete Strecke nach Priargunsk wurde zum Zwecke der Anbindung des Bergbaugebietes um Krasnokamensk zugleich auf russische Breitspur umgebaut.
Krasnokamensk besitzt einen Regionalflughafen.

## Söhne und Töchter der Stadt
- Kirill Kotschkajew (* 1984), Fußballspieler
- Andrei Sinizyn (* 1988), Fußballspieler
- Sinaida Dobrynina (* 1990), Boxerin